# Huachichil (Coahuila)
Huachichil es una localidad del estado mexicano de Coahuila. Es parte del municipio de Arteaga.

## Toponimia
El nombre «Huachichil» proviene de la palabra en náhuatl kwachichil, que significa gorrión. Este término es un exónimo utilizado para referirse al pueblo Guachichil, que habitó la región.

## Demografía
| Gráfica de evolución demográfica |
|                                  |

| Censo | Población |
| ----- | --------- |
| 1900  | 534       |
| 1910  | 549       |
| 1921  | 556       |
| 1930  | 487       |
| 1940  | 531       |
| 1950  | 620       |
| 1960  | 723       |
| 1970  | 906       |
| 1980  | 776       |
| 1990  | 893       |
| 2000  | 1 304     |
| 2010  | 1 616     |
| 2020  | 1 314     |